# Mychajlo Horyn

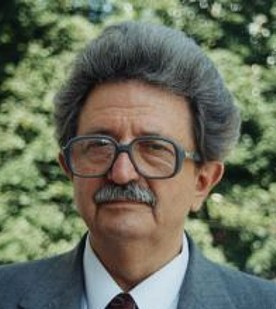
Mychajlo Horyn 2010

Mychajlo Mykolaiowytsch Horyn (ukrainisch Михайло Миколайович Горинь; * 17. Juni 1930 in Kniselo, Woiwodschaft Lwów, Polen; † 13. Januar 2013 in Lwiw, Ukraine) war ein ukrainischer Menschenrechtsaktivist, Dissident und Politiker. Er war der Großneffe von Mykola Lebed.

## Leben
Mychajlo Horyn kam im Dorf Kniselo im heutigen Rajon Schydatschiw der ukrainischen Oblast Lwiw zur Welt. Sein Vater war ein Bezirksleiter der Organisation Ukrainischer Nationalisten (OUN) und wurde deshalb von den polnischen Behörden verhaftet. Im Dezember 1944 wurde Mychajlo zusammen mit seiner ebenfalls politisch aktiven Mutter vom NKWD verhaftet und sollte nach Sibirien deportiert werden. Ihnen gelang auf dem Weg dorthin jedoch die Flucht und sie versteckten sich bei Verwandten in den benachbarten Dörfern. 1949 machte er in Chodoriw das Abitur und von 1949 bis 1954 studierte er am Institut für Logik und Philosophie der Universität Lemberg. 1953 wurde er auf Grund seiner Weigerung dem Komsomol beizutreten der Universität verwiesen, aber dank der Fürsprache von Jewhen Lasarenko (Євген Костянтинович Лазаренко) konnte er das Studium beenden. Er hatte Verbindungen mit der im Untergrund wirkenden OUN, die Flugblätter herstellte und vertrieb.
Nach seinem Studium arbeitete Horyn zwischen 1954 und 1961 als Lehrer der Logik, Psychologie, der ukrainischen Sprache und Literatur sowie als Schulleiter an verschiedenen Schulen im Rajon Drohobytsch und als Schulinspektor im Schulbezirk Strilky. Ab 1961 war er im wissenschaftlichen Bereich tätig. Er richtete unter anderem in einem Unternehmen in Lwiw das erste sowjetische experimentelle theoretische und praktische Labor für Psychologie und Physiologie der Arbeit ein und wurde Autor einer Reihe von Lehrmaterialien für Lehrer sowie von Artikeln zur Psychologie der Arbeit.
1962 knüpfte er Kontakte mit Iwan Switlytschnyj (Іван Олексійович Світличний), Iwan Dsjuba, Iwan Dratsch und anderen Vertretern der nationalen Befreiungsbewegung und organisierte die Verteilung von im Ausland veröffentlichter politischer Literatur und Samisdat. Unter dem Vorwurf der antisowjetischen Agitation und Propaganda wurde am 26. August 1965 verhaftet und am 18. April 1966 vom Landesgericht Lwiw zusammen mit anderen Dissidenten zu 6 Jahren Arbeitslager verurteilt. Die Strafe verbrachte er in einem Gulag in Mordwinien. Anschließend war Horyn Mitglied der Ukrainischen Helsinki-Gruppe.
Am 3. Dezember 1981 wurde er abermals verhaftet und zu zehn Jahren in Gefangenenlagern und fünf Jahren Exil verurteilt. 1987 wurde er begnadigt und 1990 rehabilitiert. Nach der erlangten Souveränität der Ukraine war er vom 15. Mai 1990 bis zum 10. Mai 1994 Abgeordneter der Werchowna Rada. Von Mai 1992 bis Oktober 1995 war er Vorsitzender der Ukrainischen Republikanischen Partei.
Horyn starb 82-jährig in Lwiw und wurde auf dem dortigen Lytschakiwski-Friedhof beerdigt.

## Ehrungen
Mychajlo Horyn erhielt zahlreiche Ehrungen. Darunter:
- 19. August 1998 Verdienstorden der Ukraine, III. Klasse[1]
- 14. Juni 2000 Orden des Fürsten Jaroslaw des Weisen V. Klasse[1]
- 26. November 2005 Verdienstorden der Ukraine, II. Klasse[1]
- 16. Januar 2009 ukrainischer Orden der Freiheit[1]
- Ehrenbürger von Lwiw[1]